# Южен (район на Пловдив)
Район Южен е един от административните райони в Община Пловдив. Северната част на района е известна още с името Кючюк Париж (на турски: Küçük Paris), или просто Кючука или Кичука, както народния говор е изменил името. На турската думата „кючюк“ означава малък, тоест името на квартала е Малкият Париж.

## Разположение и структура
Район „Южен“ е разположен на юг жп линията София-Пловдив-Свиленград, която се явява северната и източната му граница. На юг опира до Околовръстното шосе, където граничи с община „Родопи“. На запад граничи с район „Западен“ по землищната граница между кварталите Коматево и Прослав.
Районът включва в себе си кварталите:
- „Белите брези“,
- „Събота пазара“,
- „Въстанически“ – жк „Христо Ботев-север“ и жк „Христо Ботев-юг“),
- „Борислав Такев“ – западно от стадион „Тодор Диев“,
- „Беломорски“,
- „Остромила“,
- Коматево.

## История
Още в края на XIX в. от дясната страна на железопътния път, малко по на югоизток от гарата възниква ромско предградие на Пловдив. Павел Калпакчиев, роден през 1863 в Етрополе, с минимален опит в производството на тухли, се установява в Пловдив и през 1896 г. с парите от зестрата на съпругата си на юг от жп линията и ромско предградие на площ от 477 дка изгражда фабрика за тухли и керемиди. През 1907 Павел Калпакчиев дарява тухли за новата жп гара Пловдив. През 1905 г. е основано народно читалище „Христо Ботев“.
След загубите във войните за национално обединение и особено след Първата световна война с подписване на Ньойския договор, огромни маси българи от Гърция, Турция и Сърбия напускат домовете си и емигрират в България. Пловдив е един от градовете, където се струпва голямо множество от бежанци – 4763 души от Западна Тракия, 3976 от Македония, 87 от Царибродско и 32 от Добруджа. Те се установяват основно в южната част на града. Много от тях се заселват между фабриката и града. Павел Калпакчиев дава пари и тухли за издигане на тяхна църква – храма „Света Троица“.
През 1924 г. започва първото планиране на квартала. Чирпанското земетресение през 1928 г. нанася значителни щети на къщите в квартала. След земетресението е извършено ново планиране и ромите са преселени в днешните квартали Столипиново и Шекер махала.
Дългогодишен символ на „Кючук Париж“ е Оловната кула на Сачмената фабрика, построена през 1927 г. от Иван Нейков и най-високото съоръжение в Пловдив през онези времена. Кулата наподобявала по формата си парижката Айфелова кула и била единствената на Балканския полуостров, в която се получават оловни сачми по естествен капков път. Разрушена е през 2002 г.
През 1928 г. е построен „Бетонният мост“, който свързва квартала с центъра на Пловдив с тухли от фабриката на Калпакчиев. По това време пътят след моста се е наричал „Калпакчиево шосе“.
Възникнал като квартал на бежанци, между двете войните „Кючук Париж“ придобива работнически характер. През 30-те години живеещите в квартала православни цигани бургуджии (железари) се изселват в „Столипиново“. След 1944 г. тухлената фабрика на Калпакчиеви е национализирана.
Коматево е в урбанизираните граници на Пловдив от 1969 г. и се свързва с другите квартали посредством „Коматевско шосе“. Районът в сегашните си граници е създаден със Закона за териториално деление на Столичната община и големите градове през 1995 г.

## Население
Населението на Район Южен по данни на ГРАО е 110 хил. души (към 15 юни 2009 г. по постоянен адрес в район южен са регистрирани 109995 жители).

## Администрация
Кметове на района:
- Борислав Инчев (до 2019 г.)
- Костадин Язов (2019 – 2023)
- Атанас Кунчев (от 2023 г.)

На територията на общината се намира
- Филиал на Общинския детски комплекс

## Училища
В района се намират следните учебни заведения.

### Университети
- Европейско висше училище по икономика и мениджмънт и Европейски колеж по икономика и управление
- Висше училище по сигурност и икономика
- Медицински колеж

## Средни училища
- СУ „Константин Кирил Философ“
- СУ „Братя Миладинови“
- СУ „Константин Величков“
- ПГ по машиностроене
- ПГ по механотехника „Проф. Цветан Лазаров“

### Основни и начални училища
- ОУ „Стоян Михайловски“
- ОУ „Димитър Талев“
- ОУ „Яне Сандански“
- ОУ „Захари Стоянов“
- НУ „Св. Климент Охридски“

## Tранспорт
Районът се свързва с останалите райони на Пловдив посредством „Бетонния мост“, Коматевски транспортен възел и пътен възел „Родопи“. В проект са надлез на Асеновградско шосе и пътен възел „Модър-Царевец“. Престои завършване на Южната вътрешноградска тангента и тунел под Централна гара.
На територията на района се намира една от автогарите на Пловдив – автогара „Родопи“.

## Здравеопазване
От 1998 г. Многопрофилна транспортна болница е преместена в нова сграда на територията на района като първоначално приемат за преглед и стационар транспортните работници от цяла Южна България. От 2001 г. болницата се отваря за лечение на всички граждани.
На територията на района са разположени:
- МБАЛ „Св. Каридад“
- МБАЛ „Св. Панталеймон“
- Две бази на Диагностично-консултативен център 7
- База 2 на Комплексния онкологичен център
- Областен диспансер по кожно-венерически болести
- Дом за възрастни хора

## Култура, спорт и забележителности
В условния териториален център на Кючук Париж, кръстовището на улица „Димитър Талев“ с булевард „Никола Вапцаров“ се намира Тракийския дом, известен и под името „Кино Тракия“. На улица „Даме Груев“ се намира народно читалище „Христо Ботев“.
В квартал „Ухото“ се намира стадион „Тодор Диев“, където играе мачовете си тима на Спартак. Други спортни съоръжения в района са зала „Олимпиада“, Работническия стадион (стадиона на ДЮШ „Векта“), плувен комплекс „Нептун“ и база „Коматево“ (собственост на ПФК Ботев Пловдив)
По протежението на Коматевско шосе, при археологически разкопки са открити останки от древноримски водопроводни съоръжения - акведукти.

### Храмове
Районът има седем християнски храма.
Най-старата православна църква е „Света Троица“ (на улица „Архимандрит Евлоги“ №1) до Събота пазар. Също така до Събота пазар се намира и Католически храм „Св. Богородица Лурдска“. В близост до жп линията до Централна гара се намират протестантските обредни домове „Църква на адвентистите от седмия ден“ (ул. „Сергей Румянцев“ № 20) и евангелска църква „Светлина на света“ (ул. „Петър Динеков“ № 14).
В близост до Драганови гробища (гробищния парк на Кючука) е храм „Св. Вси Светии“, построена в началото на ХХІ в.
В Коматево има православна църква „Свети Прокопий“, една католическа църква „Свети Роко“ и протестантски храм.

### Паметници
- Кръстът-паметник и паметник наподобяващ гроб (паметник на избитите 125 български бунтовници от затвора „Таш капия“, изведени по заповед на Сюлейман паша и изклани в местността Остромила.
- Паметник на Никола Вапцаров – бул. „Никола Вапцаров“
- Паметник на Павел Калпакчиев на мястото, където някога е бил входът на тухларната фабрика, поставен от неговите наследници.
- Паметник на Христо Ботев пред читалището носещо неговото име
- Бюст-паметник на Тодор Александров в градинката до ДКЦ 7 в Събота пазар

- Снимки от район „Южен“
- Народно читалище „Христо Ботев“
- П-к на Хр. Ботев
- Храм „Света Троица“
- Храм „Св. Богородица Лурдска“

## Известни личности свързани с района
- Павел Калпакчиев (1867 г.) – български индустриалец
- Руси Славов (1886 г.) – български офицер и революционер
- Йорданка Чанкова (1911 г.) – деятелка на комунистическото младежко и работническо движение в България
- Величка Настрадинова (1936 г.) – писател
- Мария Нейкова (1945 г.) – българска естрадна певица и композиторка
- Костадин Чакъров (1947 г.) – български политик
- Соня Йончева (1981 г.) - българска оперна певица